# Legendă urbană

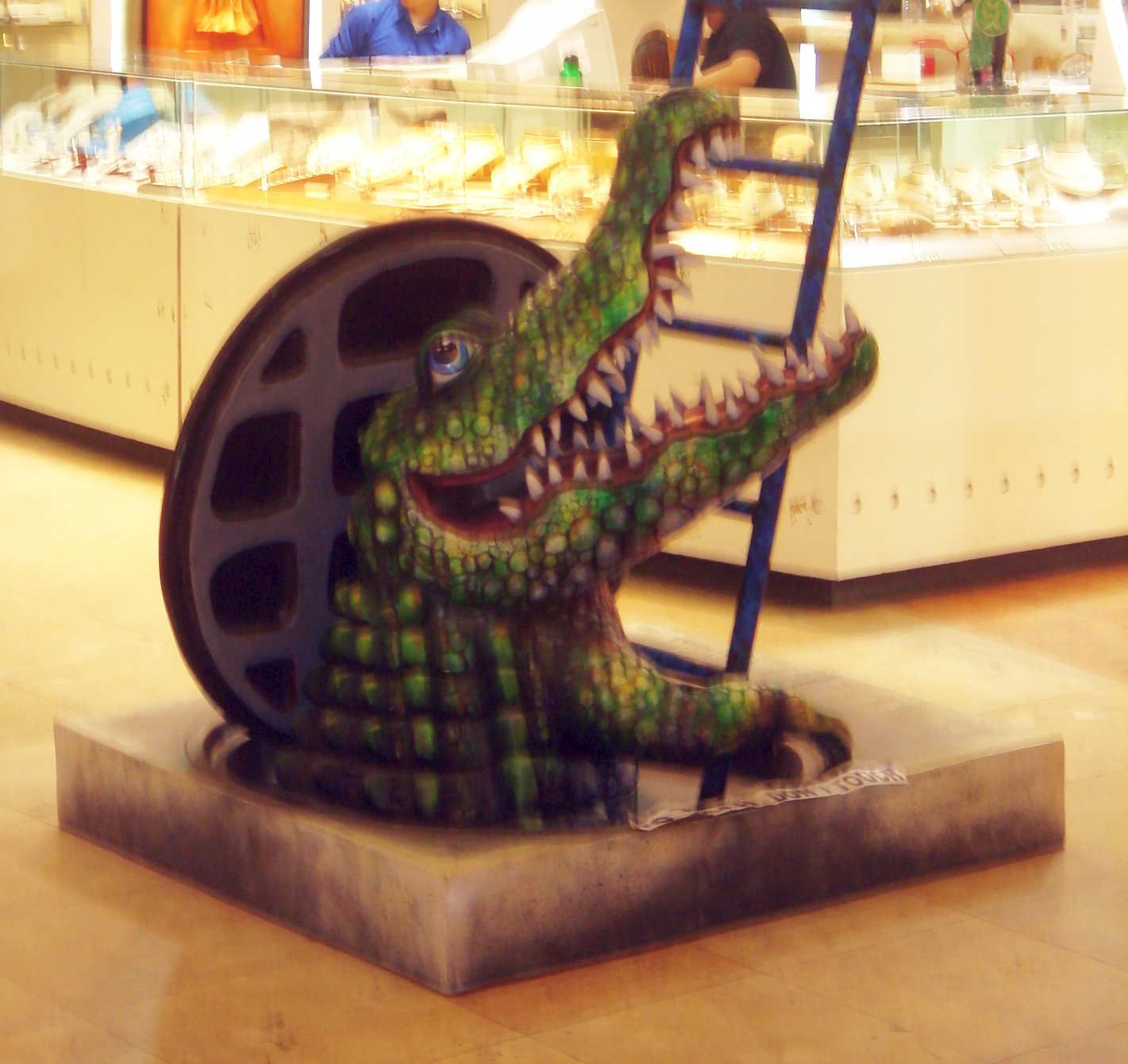
Crocodil ieşind din canal, temă de legendă urbană în unele regiuni

Legendele urbane sunt povestiri ale folclorului contemporan, un tip de legendă sau tradiție populară, uneori asociată unei superstiții care, în ciuda faptului că conține elemente supranaturale și neverosimile, se prezintă ca o cronică a unor fapte și întâmplări reale care se petrec în actualitate. La baza legendelor urbane pot exista întâmplări luate din realitate și exagerate, distorsionate și îmbogățite cu evenimente fictive și fabuloase. Sunt transmise în general prin viu grai, internet, unele posturi de radio și televiziune și au o mare acceptabilitate în rândul tinerilor. 
Transmițându-se prin grai o legendă urbană poate avea o multitudine de variante, depinzând de narator și de ascultător. Termenul se urban se folosește pentru a le deosebi de legendele din folclor aparținând credințelor străvechi, care nu mai sunt de actualitate.

## Origine
Termenul urban legend (legendă urbană) a fost folosit prima dată în anul 1968, de către folcloristul american Richard Dorson, care definea legenda urbană ca o povestire modernă care nu s-a petrecut niciodată și este povestită ca și cum ar fi fost adevărată. Un rol mare în popularizarea denumirii l-a avut Jan Harold Brunvand, care a folosit termenul adesea în cărțile sale, începând cu ”Autostopistul care a dispărut: legende urbane americane & înțelesurile lor”, publicată în 1989.

## Teme populare ale legendelor urbane
Multe legende urbane au ca puncte de plecare următoarele subiecte în jurul cărora se țese povestirea:
- clădiri părăsite, locuri impracticabile, cu aspect ciudat sau hidos
- casele bântuite
- locuri blestemate
- asasini în serie fabuloși sau din lumi paralele
- extratereștri[necesită citare]
- chupacabra, animale fabuloase și foarte periculoase, serie de legende urbane des răspândite în cultura comunităților de limbă spaniolă din Argentina și Chile și până în nordul SUA.
- trafic de organe (Ambulanța neagră, Volga neagră)[1][2][3][4]
- monștri și animale fantasmagorice

## Exemple de legende urbane populare

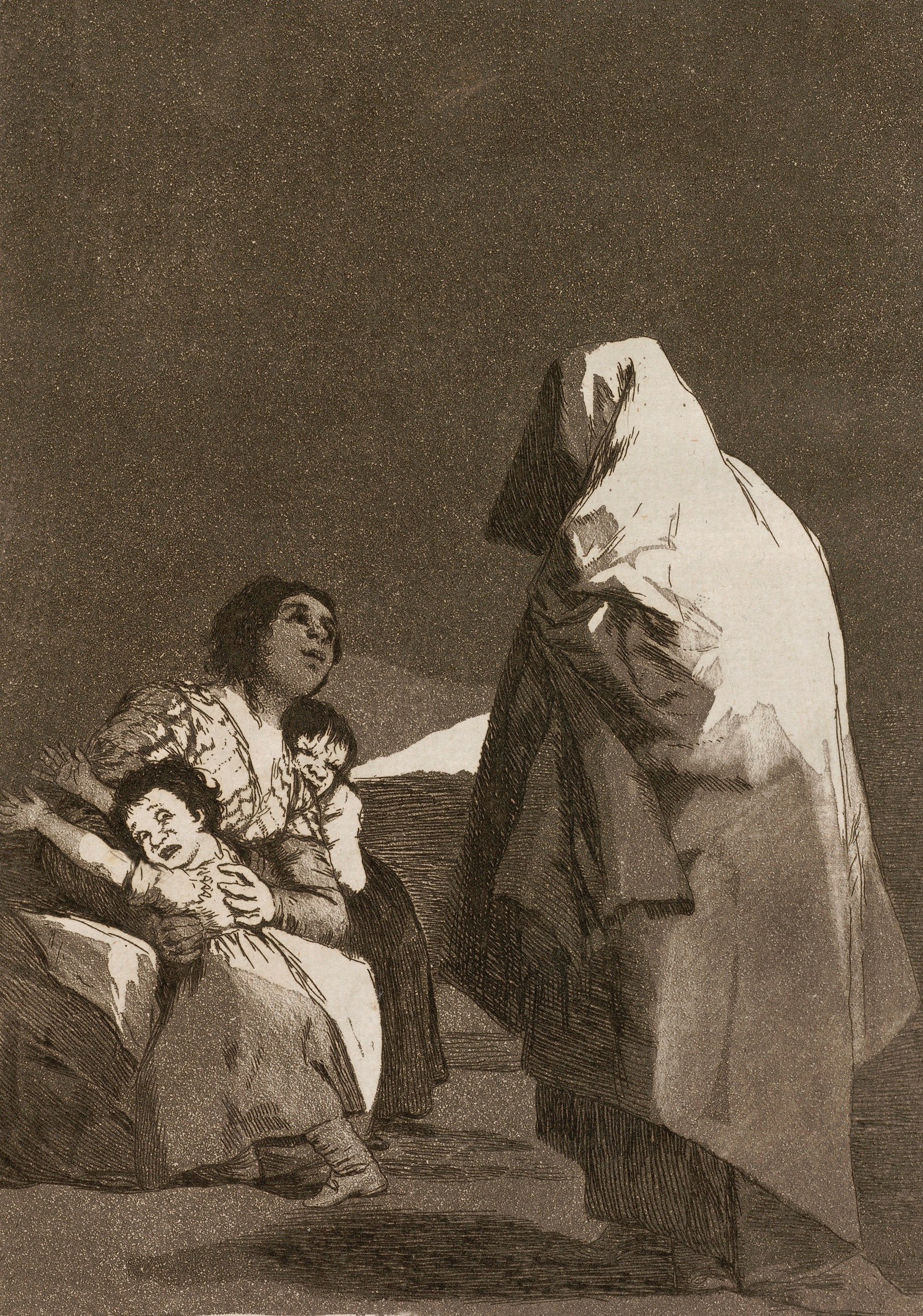

Boogeyman (în limba engleză), Omul negru, Babau sau Bau-Bau (în limba română sau italiană) este un monstru folcloric sau legendar. Omul negru nu are o înfățișare specifică, întrucât concepțiile privind chipul unui monstru variază de la o gospodărie la alta, chiar în cadrul aceleiași comunități. Omul negru poate fi folosit metaforic pentru a exprima o persoană sau un lucru, pentru care cineva are o frică irațională. Părinții le spun adesea copiilor lor obraznici că omul negru va veni și îi va lua, cu scopul de a-i face să se cumințească.

## În cultura populară
- seria de filme Urban Legend
  - Urban Legend (Legendele Orașului) (1998)
  - Urban Legends: Final Cut (Legendele Orașului: Ultima Dublă) (2000)
  - Legenda lui Bloody Mary (2005, direct pe video) 
  -  Ghosts of Goldfield (2007, direct pe video).
- seria de filme Omul negru, Omul negru 2 și Omul negru 3